# Club Atlético River Plate
Club Atlético River Plate argentinski je sportski klub iz Buenos Airesa najpoznatiji po svojoj nogometnoj momčadi. Klub je osnovan 25. svibnja 1901. godine, a domaće utakmice igra na stadionu Estadio Más Monumental, najvećem stadionu u Južnoj Americi, kapaciteta 84 567 gledatelja.
River Plate je jedan od najuspješnijih nogometnih klubova u Argentini s rekordnih 38 naslova državnog prvaka te 16 domaćih kupova. Klub je četiri puta osvojio Copa Libertadores, a uz to i Interkontinentalni kup, Supercopa Sudamericana, Copa Sudamericana te tri Recopa Sudamericana. River Plate je i pet puta osvojio Copa Aldao.
Po broju članova ubraja se među najveće sportske klubove na svijetu s više od 350 000 članova krajem 2023. godine. Tijekom 2023. godine River je imao najveću prosječnu domaću posjećenost na svijetu s prosječno 84 567 gledatelja po utakmici.[nedostaje izvor]
Najvećim se rivalom River Platea smatra Boca Juniors, a međusobni susreti ovih dvaju klubova poznati su kao Superclásico, jedan od najpoznatijih nogometnih derbija na svijetu.

## Povijest
Prema službenoj povijesti kluba, Club Atlético River Plate osnovan je 25. svibnja 1901. godine, u blizini četvrti La Boca, koja će kasnije postati dom velikog rivala Boca Juniorsa. Klub je nastao spajanjem dvaju manjih klubova, "Santa Rosa" i "La Rosales", a za prvog predsjednika izabran je Leopoldo Bard. Ime River Plate odabrano je nakon događaja tijekom izgradnje luke Buenos Airesa. Jedan od članova kluba primijetio je radnike kako igraju nogomet, dok su kutije uz koje su radili imale oznaku "The River Plate" (ime koje su Englezi koristili za La Platu). Taj natpis poslužio je kao inspiracija za ime novog kluba.
River Plate se 1905. godine pridružio Argentinskom nogometnom savezu, a debitirao je u trećoj ligi protiv momčadi Facultad de Medicina. Dana 13. prosinca 1908. godine, River je izborio plasman u prvu ligu pobijedivši Racing Club rezultatom 2:1. Međutim, utakmica je poništena jer su navijači River Platea utrčali na teren prije posljednjeg sučevog zvižduka kako bi proslavili s igračima. Novi susret odigran je ubrzo, a River je pobijedio uvjerljivo s 7:0, čime je i službeno izborio plasman u prvu ligu.
Godine 1914. River Plate osvaja svoj prvi domaći trofej, Copa de Competencia Jockey Club, a iste godine osvaja i svoj prvi međunarodni trofej, Copa de Competencia Chevallier Boutell.
Nadimak Los Millonarios (Milijunaši) klub je stekao 1931. godine, nakon što je platio 10.000 dolara za tada zvučnog krilnog igrača Carlosa Peucellea. Godinu dana kasnije, 1932., River Plate plaća tada rekordnih 35.000 dolara za napadača Bernabéa Ferreyru, što je bila iznimno velika svota za to vrijeme.

### La Máquina
Razdoblje koje obuhvaća većinu 1940-ih i polovicu prethodnog desetljeća smatra se zlatnim dobom argentinskog nogometa, a River Platebio je glavni protagonist tog vremena s najpoznatijom momčadi, La Máquina. To je bio rezultat dugotrajnog rada s mlađim kategorijama, započetog u prethodnom desetljeću, uz kontinuitet bivših igrača kluba u upravljačkim ulogama. Proces je započeo s Renatom Cesarinijem kao glavnim trenerom te Carlosom Peucelleom koji je imao dvostruku ulogu, igrao svoje posljednje utakmice i istovremeno radio s omladinskim pogonima.
Nakon skromne sezone 1940., momčad je ojačana potvrdom Adolfa Pedernera kao glavnog igrača, čime se učvrstila napadačka linija i sustav igre koji će ekipi donijeti svjetsku slavu.
Od druge polovice prvenstva, River Plate postiže niz bez poraza i osvaja naslov prvaka Argentine 1941. godine. U istoj sezoni klub osvaja i Copu Ibarguren, Copu Escobar te Copu Aldao, ostvarivši tzv. četverostruku krunu – osvajanje svih domaćih i međunarodnih službenih trofeja.
Nakon debija Félixa Loustaua 1942. godine, formiran je legendarni napad sastavljen od Muñoza, Morena, Pedernere, Labrune i Loustaua. Povremeno je igrao i Aristóbulo Deambrossi umjesto jednog od krilnih napadača. Te godine momčad je osvojila i Copu Ibarguren te postala dvostruki prvak. Ipak, klub gubi Morena, kojeg su mnogi tada smatrali najboljim nogometašem svijeta, koji odlazi u inozemstvo.
Godine 1945. trenersku ulogu preuzima Carlos Peucelle, naslijedivši Cesarinija. River Plate ponovno postaje prvak Argentine, predvođen Ángelom Labrunom, Néstorom Rossijem i kapetanom, peruanskim vratarom Joséom Sorianom. Osvojen je i Copa Aldao. Te godine debitiraju i Alfredo Di Stéfano i Amadeo Carrizo, iako s manjim brojem nastupa. Krajem godine Moreno se vraća iz Meksika, a momčad prvenstvo završava na trećem mjestu – jedini put između 1941. i 1949. kada River nije bio barem viceprvak.
Nakon odlaska Adolfa Pedernere 1947. godine, River Plate, već bez "La Máquine", pod vodstvom Minelle sastavlja novu napadačku liniju nazvanu La Eléctrica (Reyes, Moreno, Di Stéfano, Labruna i Loustau). Klub ponovno postaje prvak s 48 bodova i 90 postignutih pogodaka u 30 utakmica. Sljedeće godine River ponovno osvaja Copu Aldao, a potom odlazi na turneju u Brazil gdje pobjeđuje Palmeiras. Uskoro sudjeluje i na prvom Južnoameričkom prvenstvu prvaka, gdje završava kao drugoplasirani, iza Vasca da Game.
Zbog štrajka igrača 1949. godine započinje egzodus igrača u Kolumbiju, poznat kao "El Dorado". River Plate tada gubi Morena i brojne druge važne igrače, završavajući sezonu kao drugoplasirani, s velikim zaostatkom za prvakom. Sljedeće godine klub prvi put putuje u Europu kako bi odigrao prijateljsku utakmicu u Torinu za obitelji stradalih u zrakoplovnoj nesreći Superga, u kojoj je stradala momčad Torina. River odigrava utakmicu protiv selekcije Serie A, završivši 2:2, a strijelci za River bili su Labruna i Di Stéfano.
Utjecaj River Platea u tom desetljeću bio je vidljiv i u argentinskoj reprezentaciji. Igrači kluba bili su ključni za uspjehe reprezentacije, uključujući Morena (najbolji strijelac 1942.), Pederneru (najbolji igrač 1946.) i Di Stéfana (najbolji strijelac 1947.). Argentina, koja zbog Drugog svjetskog rata nije sudjelovala na Svjetskim prvenstvima, dominirala je u Južnoameričkim prvenstvima, osvojivši četiri naslova (1941., 1945., 1946. i 1947.) te jedno drugo mjesto (1942.). U reprezentaciji su osim slavnih napadača igrali i Norberto Yácono, Néstor Rossi, Bruno Rodolfi i José Ramos, među ostalima.

### Svjetska slava
Desetljeće je započelo u kontekstu egzodusa igrača prema kolumbijskom nogometu, što je utjecalo i na momčad Rivera. Klub je sezonu 1950. završio na četvrtom mjestu, ali najvažniji događaj bio je dolazak Urugvajca Waltera Gómeza, koji će postati jedan od ključnih igrača tog razdoblja.
Već sljedeće godine River poboljšava svoju igru i prvenstvo završava na trećem mjestu. Krajem 1951. i početkom 1952. momčad kreće na uspješnu turneju po Europi. Najznačajnije pobjede bile su protiv Real Madrida na stadionu Santiago Bernabéu i protiv Manchester Cityja na stadionu Maine Road, čime je River postao prvi argentinski klub koji je pobijedio na engleskom tlu.
Taj sastav bio je prvak s 40 bodova, poznat kao La Maquinita, kojeg su činili Santiago Vernazza, Eliseo Prado, Urugvajac Walter Gómez, Ángel Labruna i Félix Loustau, uz vratara Amadea Carriza. Te iste godine klub je osvojio i Copu Ibarguren. River je ponovio naslov prvaka argentinske lige 1953. godine s gotovo istom postavom.
Sljedeće, 1954. godine, River Plate završava na trećem mjestu, sedam bodova iza prvaka, no već 1955. započinje niz od tri uzastopna naslova prvaka. Te sezone River ponovno osvaja naslov s 45 bodova, a naslov je potvrđen na gostovanju protiv Boca Juniorsa na njihovom stadionu, 2:1 pobjedom.
River 1956. ponovno postaje prvak argentinske lige, unatoč odlasku jednog od svojih najvažnijih igrača, Waltera Gómeza. Njegovo mjesto u prvih jedanaest zauzeo je Omar Sívori. U tom prvenstvu River ponovno pobjeđuje Bocu Juniors s 2:1, a Ángel Labruna postiže svoj posljednji pogodak u superklasicima, došavši tako do ukupno 16 pogodaka protiv najvećeg rivala u službenim utakmicama.
Iste godine talijanski velikan Juventus platio je 10 milijuna argentinskih pezoa za Sívorija, a novac od transfera iskorišten je za izgradnju tribine Colonia na Estadio Monumentalu. Unatoč njegovom odlasku, River osvaja prvenstvo 1956., a potom i 1957., što je bilo treće uzastopno osvajanje naslova u povijesti kluba (tricampeonato).
Kao priznanje za ovaj uspjeh, Riveru je dodijeljena Copa de Oro Eva Perón, trofej namijenjen momčadima koje osvoje tri uzastopna naslova ili pet alterniranih prvenstava. Te 1957. godine održana je i oproštajna utakmica u čast Ángela Labrune, povodom 25 godina otkako je došao u klub i 20 godina od debija za prvu momčad. Protivnik u toj prijateljskoj utakmici bio je Peñarol iz Montevidea, baš kao i prilikom inauguracije Monumentala, a za tu priliku ponovno se okupila slavna napadačka linija La Máquina. Među gostima na svečanosti bili su i legendarni vratar Julio Isola iz razdoblja amaterizma te jedan od utemeljitelja i prvi predsjednik kluba, Leopoldo Bard.
U prethodnih 20 godina River Plate osvojio je 11 naslova prvaka i sedam domaćih kupova. Ova dominacija dovela je novinara Dantea Panzerija do izjave da je River pravi nasljednik Alumnija u profesionalnoj eri, zbog velike prednosti u odnosu na konkurente, kakvu je Alumni imao u amaterskom razdoblju.
Riverova dominacija proširila se i na međunarodnu scenu: klub je osvojio pet od šest Copa Aldao naslova u kojima je nastupio, suočivši se s urugvajskim prvacima, uz jednu nedovršenu ediciju, u kojoj je River pobijedio u prvom susretu. Zbog dugotrajne i uspješne ere, IFFHS je 1960. godine River Plate svrstao na prvo mjesto u povijesnom poretku najboljih klubova Južne Amerike.

### Prvak nakon osamnaest godina suše
Nakon što je argentinska reprezentacija podbacila na Svjetskom prvenstvu 1958. u Švedskoj, započinje najmračnije razdoblje u povijesti River Platea. Klub završava šesti u sezoni 1958., a isto mjesto zauzima i sezonu kasnije.
Dana 12. listopada 1959. Ángel Labruna, najbolji strijelac Superclásica s 16 pogodaka, odigrao je posljednju utakmicu za River Plate. Tijekom 22 godine u klubu postigao je ukupno 542 gola, od čega 317 u službenim natjecanjima. River nije osvojio nijedan naslov tijekom cijelog desetljeća 1960-ih, započevši razdoblje bez trofeja koje će potrajati 18 godina. Klub je u tom razdoblju često završavao kao doprvak.
Vrhunac negativnog razdoblja dogodio se 1966. godine kada je River, pod vodstvom Renata Cesarinija, izgubio finale Copa Libertadores 1966. od Peñarola rezultatom 4:2, iako je vodio 2:0 u prvom poluvremenu. Poraz je bio toliko bolan da je tada nastao nadimak Gallinas (Kokoši) za River Plate.
Godine 1968., za vrijeme Superclásica, dogodila se Tragedija na vratima 12 na Estadiju Monumental kada je u stampedu poginula 71 osoba, a 66 ih je ozlijeđeno. Iste godine, vratar Amadeo Carrizo završava karijeru s rekordnih 546 nastupa za klub.
Početkom 1970-ih, River osvaja drugo mjesto u Metropolitanu 1970.. Sljedeće godine u prvoj momčadi debitira Norberto Alonso sa 18 godina, pod vodstvom brazilskog trenera Didíja, poznatog po promoviranju jogo bonita.
Godine 1975., Ángel Labruna se vraća kao trener i vodi klub do osvajanja šest ligaških naslova: Metropolitano 1975., Nacional 1975., Metropolitano 1977., Metropolitano 1979., Nacional 1979. i Primera División 1980., prekinuvši 18-godišnju sušu bez trofeja.
1976. godine River gubi još jedno finale Copa Libertadoresa, ovaj put od Cruzeira rezultatom 3:2.
Na Svjetskom prvenstvu 1978., River Plate daje pet igrača argentinskoj reprezentaciji: Alonsa, Fillola, Luquea, Ortiza i Passarellu (kapetana).
Nakon odlaska Labrune 1981. godine, trener postaje Alfredo Di Stéfano. U odgovoru na transfer Maradone u Bocu Juniors, River dovodi Gallega, Kempesa i Olarticoecheu. River ponovno postaje prvak u Nacionalu 1981., pobijedivši Ferro Carril Oeste u oba finalna susreta 1:0.
1982. godine River doživljava velike promjene – Alonso prelazi u Vélez Sarsfield, Kempes odlazi natrag u Valenciju, a Ramón Díaz i Daniel Passarella napuštaju klub. Klub tada zapada u tešku financijsku situaciju, a igrači stupaju u štrajk zbog neisplaćenih plaća. 
Nakon prodaje Alonsa, River Plate dovodi urugvajskog veznjaka Enza Francescolija iz urugvajskog Wanderersa i tim dovođenjem započinje nova era kluba. Sezona 1983. bila je jedna od najgorih u povijesti kluba, završivši na 18. mjestu od ukupno 19 momčadi. Prema tadašnjim pravilima, dva posljednja kluba trebala su biti relegirana u drugu ligu, ali reorganizacija argentinskog nogometnog sustava, uvedena na početku te sezone, spasila je River Plate od ispadanja.
Godine 1984. klub angažira Héctora Veiru kao trenera. River Plate te godine završava kao doprvak, izgubivši finale od Ferro Carril Oestea. U sezoni 1985. ponovno dolazi do reorganizacije ligaškog sustava, a uvodi se novo prvenstvo s formatom sličnim europskom ligaškom sustavu. River Plate osvaja prvo takvo natjecanje, Primera División 1985./86., te je šest kola prije kraja osigurano prvenstvo. Momčad je ostvarila 23 pobjede, uz 10 remija i samo 3 poraza. Enzo Francescoli bio je najbolji strijelac prvenstva.
Godine 1986. River je osvojio svoju prvu Copu Libertadores, pobijedivši Américu de Cali u finalu (2:1 u Caliju i 1:0 u Buenos Airesu). Nakon osvajanja Cope Libertadores pobjeđuje i rumunjsku Steauu Bukurešt, aktualnog osvajača Kupe prvaka na Interkontinentalnom kupu, rezultatom 1:0. Najuspješnije razdoblje u povijesti kluba zaključeno je osvajanjem Cope Interamericane  pobjedom nad kostarikanskim Alajuelenseom.
Nakon odlaska Héctora Veire, trenersku dužnost preuzeo je Carlos Timoteo Griguol za sezonu 1987./88., a potom César Luis Menotti za sezonu 1988./89. Unatoč dovođenju brojnih renomiranih igrača poput Ángela Comizza, Omara Palme, Claudija Borghija, Abela Balba, Jorgea da Silve i povratnika Daniela Passarelle, momčad nije ostvarila značajnije rezultate.

## 1990-e: Nastavak uspjeha
1990. Daniel Passarella postaje trener River Platea te iste godine osvaja naslov prvaka i stiže do polufinala Cope Libertadores, gdje je ekvadorska Barcelona eliminirala River.
Iduća godina označila je početak najduljeg razdoblja bez pobjede protiv Boca Juniorsa u povijesti kluba – 13 utakmica bez slavlja. Te iste godine Ramón Ángel Díaz vratio se u klub nakon karijere u Europi. River je osvojio Aperturu 1991., a Díaz je bio najbolji strijelac s 14 pogodaka.
Unatoč tome što je Ramón Díaz 1993. ponovno napustio klub (ovaj put prešao je u Yokohama Marinos), River je iste godine osvojio Aperturu 1993. Momčad su činili brojni mladi igrači poput Ariela Ortege, Marcela Gallarda i Hernána Crespa.
Godine 1994. u River se vratio Enzo Francescoli, osvojivši iste godine s klubom još jedan naslov – Aperturu 1994. Klub je u tom razdoblju također doveo Roberta Ayalu i vratara Germána Burgosa, a trener je bio bivši igrač kluba Américo Gallego. River Plate je tu sezonu završio bez poraza, što mu je bio prvi takav uspjeh u povijesti.
Nakon kratkog mandata Carlosa Babingtona na klupi, 1995. godine trenersku poziciju preuzima bivši igrač kluba, Ramón Díaz. Već 1996. River osvaja svoju drugu Copu Libertadores, ponovno svladavši Américu de Cali u finalu, deset godina nakon prvog naslova. América je slavila u prvoj utakmici s 1:0, no River je u uzvratu pobijedio 2:0 i osvojio trofej zahvaljujući ukupnom rezultatu. Oba pogotka postigao je Hernán Crespo.
River je zatim ostvario treće trostruko osvajanje ligaških naslova u svojoj povijesti, trijumfiravši u Aperturi 1996. i Clausuri 1997., a potom i Aperturi 1997. Na međunarodnom planu, River je osvojio svoju prvu Supercopu Sudamericanu 1997. godine, pobijedivši São Paulo u finalu, uz sjajne nastupe Marcela Salasa i Marcela Gallarda. Nakon osvajanja tri ligaška naslova i Supercope, Enzo Francescoli oprostio se od profesionalnog nogometa.
Momčad iz sezone 1996./97. smatra se jednom od najboljih u povijesti južnoameričkog nogometa, s igračima poput Francescolija, Salasa, Julija Cruza, Ortege, Gallarda, Juana Pabla Sorína, Burgosa, Celsa Ayale, Matíasa Almeyde, Sergija Bertija i Santiaga Solarija.
Godine 1999. River osvaja posljednji naslov pod vodstvom Ramóna Díaza, s Javierom Saviolom kao najboljim strijelcem (15 golova). Saviola je ujedno i najmlađi igrač koji je debitirao za River Plate, sa samo 16 godina. Uz njega, ključni igrač i razigravač bio je i Pablo Aimar.
Te iste godine, argentinski sportski magazin El Gráfico proglasio je River Plate "Prvakom stoljeća" (Campeón del Siglo) zbog klupskih uspjeha, posebno ističući tadašnjih 30 osvojenih naslova u Primera Divisió u odnosu na 24 naslova Boca Juniorsa i 15 naslova Independientea.

## Početak 21. stoljeća: Usponi i padovi
Dana 25. svibnja 2001. godine, River Plate je proslavio svojih 100 godina postojanja velikom povorkom nazvanom „Monumentalna karavana“ te prijateljskom utakmicom protiv urugvajskog Peñarola. Bila je to godina bez osvojenog naslova, a klub je eliminiran u četvrtfinalu Copa Libertadoresa od meksičkog Cruz Azula. Te iste godine, klub su napustili Pablo Aimar, koji je prešao u Valenciju, i Javier Saviola, koji je otišao u Barcelonu.
Godine 2002. na klupu River Platea vratio se Ramón Díaz, zamijenivši América Gallega. Klub je tada ponovno angažirao Ariela Ortegu te promovirao mlade igrače poput Andrésa D'Alessandra i Fernanda Cavenaghija u prvu momčad. River je osvojio Clausuru 2002., a Ramón Díaz tako je došao do svog sedmog trenerskog naslova s klubom. Tijekom tog prvenstva ostvaren je i zapažen trijumf nad Boca Juniorsima rezultatom 3:0 na stadionu La Bombonera. Ipak, Díaz je krajem te godine napustio klub zbog neslaganja s predsjednikom Joséom Maríjom Aguilarom.
Sljedeće, 2003. godine, River Plate je osvojio Clausuru, pod vodstvom čileanskog trenera Manuela Pellegrinija. Ključni igrači te momčadi bili su Leonardo Astrada (koji se na kraju sezone umirovio), Andrés D'Alessandro, Fernando Cavenaghi, Javier Mascherano i Martín Demichelis.
U 2004. godini, s Leonardom Astradom na klupi, River Plate je osvojio još jednom Clausuru, što je bio njihov 32. domaći naslov prvaka. Klub se iste godine plasirao i u polufinale Copa Libertadoresa, gdje su ih ponovno dočekali Boca Juniorsi. Boca je pobijedila 1:0 u prvoj utakmici, obilježenoj incidentima između igrača oba kluba, dok je River uzvratio pobjedom 2:1 na Monumentalu. Ipak, Boca je prošla u finale nakon boljeg izvođenja jedanaesteraca. Nakon Copa Américe i Olimpijskih igara u Ateni, gdje je Argentina osvojila zlatnu medalju s Mascheranom i Luchom Gonzálezom u sastavu, River Plate je prodao većinu svojih ključnih igrača. Klub su iste godine napustili Fernando Cavenaghi, Luis González, Javier Mascherano, Marcelo Salas i Maximiliano López.
Gidube 2008. trener Diego Simeone preuzeo je vođenje prve momčadi. U svojoj prvoj sezoni na klupi kluba, vodio je River do prvog naslova nakon četiri godine. Međutim, već sljedeće sezone klub je zapao u seriju loših rezultata, što je dovelo do Simeoneove ostavke usred prvenstva. River Plate je tu sezonu završio na posljednjem mjestu, što je bio prvi put u povijesti kluba da završi prvenstvo na posljednjem mjestu, nakon 107 godina natjecanja.

## Ispadanje u drugu ligu i novi početak
Tijekom sezone 2010./11., River Plate se suočio s dubokom institucionalnom i sportskom krizom. Bivši predsjednik kluba, José María Aguilar, ostavio je klub u dugovima većim od 75 milijuna američkih dolara, a na čelo kluba došao je Daniel Passarella. Nakon što su prvenstvo 2008. završili na posljednjem mjestu, rezultati kluba nastavili su biti loši i tijekom idućih godina. Zbog slabih rezultata River Plate je morao igrati utakmice dodatnih kvalifikacija za ostanak u ligi (Promoción) protiv četvrtoplasirane momčadi Primera B Nacional lige, Belgrana.
Prva utakmica odigrana je na stadionu El Gigante de Alberdi u Córdobi, gdje je Belgrano slavio s 2:0. Uzvrat na Monumentalu završio je remijem 1:1, čime je River Plate prvi put u svojoj povijesti ispao u drugu ligu. Druga utakmica bila je prekinuta tijekom sudačke nadoknade zbog nereda na tribinama i izvan stadiona, unatoč velikoj prisutnosti policije.
Neposredno nakon ispadanja, trener Juan José López podnio je ostavku.

### Povratak
Matías Almeyda završio je igračku karijeru nakon ispadanja River Platea iz lige, preuzevši funkciju glavnog trenera momčadi. Istovremeno su se u klub vratili Fernando Cavenaghi i Alejandro "Chori" Domínguez kako bi pomogli klubu u natjecanju druge lige. U siječnju 2012. godine u klub su stigli i David Trézéguet te Leonardo Ponzio, kako bi pojačali momčad za proljetni dio prvenstva druge lige.
U lipnju iste godine River je osvojio naslov prvaka druge lige pobijedivši Almirante Brown rezultatom 2:0 u posljednjem kolu prvenstva, čime je osigurao povratak u najviši rang natjecanja.
Nakon sukoba s predsjednikom kluba, trener Matías Almeyda dobio je otkaz 28. studenoga 2012., a već sljedećeg dana službeno je potvrđeno da će se Ramón Ángel Díaz po treći put vratiti na klupu River Platea kao glavni trener.

## Ponovno na vrhu
Dana 18. svibnja 2014. River Plate je osvojio svoj 36. naslov prvaka Argentine, pobijedivši Quilmes rezultatom 5:0 u posljednjem kolu prvenstva. Tjedan dana kasnije River je osvojio i Superfinale protiv San Lorenzo de Almagro. Nakon osvajanja oba naslova, trener Ramón Díaz iznenada je podnio ostavku.
Nekoliko dana kasnije potvrđeno je da će novi trener biti Marcelo Gallardo. Njegova momčad dobila je brojne pohvale na početku sezone zbog atraktivnog i učinkovitog načina igre.
Pod vodstvom Gallarda River ubrzo stiže do prve međunarodne titule pod okriljem CONMEBOL-a nakon 17 godina, osvojivši Copu Sudamericanu. U finalu su svladali kolumbijski Atlético Nacional s ukupnih 3:1 (1:1 u prvoj utakmici u gostima i 2:0 u uzvratu na Monumentalu). Na putu do finala izbacili su Godoy Cruz, Libertad, Estudiantes i velikog rivala Bocu Juniors.
Iduće sezone nastup u Copi Libertadores River je loše započeo, izgubivši 0:2 od bolivijskog San Joséa u gostima, zatim odigravši 1:1 protiv Tigresa na Monumentalu. Protiv Juan Auricha su remizirali 1:1, kako u gostima, tako i kod kuće, čime su doveli u pitanje prolazak skupine. Međutim, u gostima kod Tigresa uspjeli su izjednačiti s dva gola u zadnjih pet minuta, a u posljednjem kolu svladali su San José s 3:0. Kao najlošija drugoplasirana ekipa, River je u osmini finala igrao protiv najboljeg pobjednika skupina – najvećeg rivala, Boca Juniorsa. River je u prvoj utakmici pobijedio 1:0 na Monumentalu, a uzvrat na Bomboneri bio je prekinut nakon što su igrači Rivera napadnuti suzavcem pri izlasku na teren u drugom poluvremenu. Boca je diskvalificirana, a River je prošao dalje.
U četvrtfinalu River je izgubio 0:1 kod kuće protiv Cruzeira, ali je u uzvratu u Brazilu ostvario pobjedu od 3:0. U polufinalu su igrali protiv Guaraníja, pobijedivši 2:0 kod kuće i odigravši 1:1 u gostima, čime su se plasirali u svoje prvo finale Libertadoresa nakon 1996. godine. U finalu je Rivera dočekao meksički Tigres, i nakon neriješenog prvog susreta u Meksiku, domaćom pobjedom 3:0 u uzvratnom susretu, River je ponovno zasjeo na sami vrh južnoameričkog nogometa.
U domaćem prvenstvu uslijedio je pad forme, te su u posljednjih 12 utakmica upisali 3 remija i 6 poraza, završivši sezonu na devetom mjestu.
Početkom 2016. godine, nakon 13 godina, vratio se i Andrés D'Alessandro, što je izazvalo oduševljenje navijača.
Ipak, River nije uspio obraniti naslov prvaka Cope Libertadores, ispavši već u osmini finala od Independiente del Vallea s ukupnih 1:2. Međutim, klub je osvojio južnoamerički superkup pobijedivši Independiente Santa Fe i tako postao dvostruki uzastopni pobjednik tog natjecanja.
U sezoni 2016./17., River je u proljetnom dijelu prvenstva smanjio prednost Boce Juniors i slavio u Superclásicu s 3:1 na La Bomboneri, ali je na kraju završio kao doprvak. U Copi Libertadores, River je ispao u polufinalu od Lanúsa nakon što je u uzvratu izgubio 2:4, premda je imao prednost od 3:0 u ukupnom rezultatu.
U istom tjednu, River je izgubio domaći Superclásico od Boce s 1:2.
Unatoč tim razočaranjima, River je osvojio argentinski kup dvije sezone zaredom te postao prvi klub koji je obranio naslov u povijesti tog natjecanja.

### Finale svih finala
Za 2018. godinu River Plate se značajno pojačao te je doveo napadača Lucasa Pratta za 13 milijuna eura, što je bila najskuplja kupovina u povijesti kluba. U istom prijelaznom roku pridružili su se i vratar Franco Armani, kolumbijac Juan Fernando Quintero i povratnik iz Europe Bruno Zuculini, među ostalima.
Prvi dio godine započeo je pobjedom u argentinskom superkup protiv najvećeg rivala, Boce. Tim naslovom, sada već legendarni i trener i bivši igrač, Marcelo Gallardo postao je drugi najtrofejniji trener u povijesti kluba, sa svojom osmom titulom.
U drugoj polovici godine, River je stigao do još jednog finala Cope Libertadores, no ovoga puta to je finale bilo posebnije od svih ostalih. Nakon izbacivanja starih poznanika, Racinga i Independiente (aktualnog osvajača Copa Sudamericane), i brazilskog Grêmio (aktualnog prvaka Južne Amerike uslijedilo je finale protiv najvećeg rivala, finale koje su mediji širom svijeta nazvali "finalom stoljeća".
Prva utakmica, odigrana na La Bomboneri, završila je rezultatom 2:2. Uzvratna utakmica trebala se igrati 24. studenoga 2018. na Monumentalu, ali je odgođena zbog napada navijača Rivera na autobus s igračima Boce. Nakon incidenata, CONMEBOL je odlučio da će se uzvrat igrati 9. prosinca na Santiago Bernabéuu u Madridu. River Plate je pobijedio s 3:1 nakon produžetaka i osvojio svoju četvrtu Copu Libertadores, u finalu koje se smatra povijesnim događajem svjetskog nogometa.
Nakon toga, River je sudjelovao na Svjetskom klupskom prvenstvu gdje je u polufinalu poražen od domaćina Al-Aina nakon izvođenja jedanaesteraca (4:5), ali je osvojio treće mjesto pobijedivši japanski Kashima Antlers s 4:0.
Na kraju godine, Franco Armani proglašen je najboljim vratarom sezone, dok je „Pity“ Martínez proglašen najboljim igračem Južne Amerike i najboljim nogometašem Argentine te godine.

### Ponovno u finalu
U 2019. godini River Plate završio je sezonu na 4. mjestu argentinske lige, čime se kvalificirao u prvu fazu Copa Libertadores 2020. U Copa de la Ligi ispao je u četvrtfinalu protiv Atlética Tucumána. Osvojio je južnoamerički superkup pobijedivši Athletico Paranaense ukupnim rezultatom 3:1. Ovim naslovom Marcelo Gallardo postao je najtrofejniji trener u povijesti River Platea, s ukupno 10 osvojenih trofeja.
Iste godine uslijedilo je novo finale Cope Libertadores igrano u Limi. Prvo finale u povijesti koje se igralo samo na jednu utakmicu, a River je u utakmici protiv brazilskog Flamenga izgubio 2:1, primivši dva pogotka u posljednjim trenutcima.
Unatoč bolnom porazu u finalu, River Plate završio je godinu u pozitivnom tonu osvojivši argentinski kup pobijedivši u finalu Central Córdobu rezultatom 3:0.

## Simboli kluba

### Povijest i razvoj grba
Prvi grb kluba, usvojen 1930. godine, tijekom godina je doživio različite izmjene i verzije, sve do današnjeg izgleda koji je u uporabi od 2022. godine. Prvi amblem kluba sastojao se od slova "C.A.R.P." unutar kruga, što mu je davalo heraldički izgled. Boja tog amblema varirala je kroz godine, od crne do crvene. Glavne karakteristike grba su sljedeće:
Inicijali. Unutar kruga su isprepleteni inicijali kluba: slovo "C" označava Club, "A" Atlético, "R" River i "P" Plate, prema izvornom nazivu kluba Club Atlético River Plate.
Kosa traka. Oblik grba podsjeća na dres kluba, jer ga također presijeca kosa crvena traka. Na traci se nalaze inicijali "C.A.R.P.", crne boje, dok je podloga bijela. Dizajn je s godinama postao sve stiliziraniji. Ovaj oblik grba pojavio se krajem 1950-ih, u početku manje stiliziran i s debljom trakom nego danas.
Obrub. Trenutno se na dresu grb pojavljuje s obrubom u tri boje – crvena, bijela i crna.
Kada je kreiran dres s crvenom kosom trakom, grb se nije nalazio na njemu. Tijekom povijesti kluba, amblem se postupno počeo pojavljivati na lijevoj strani dresa, ovisno o dizajnu iz tog razdoblja.
Na prvim dresovima nije bilo ni grba ni boja, jer su bili potpuno bijeli. Kako bi se razlikovali od ostalih ekipa, preko dresa su prebacili crvene trake od viška tkanine s karnevala, čime je stvoren jedan od najprepoznatljivijih dresova u povijesti nogometa.
Prvi amblem s inicijalima CARP pojavio se tijekom 1930-ih godina, a boja je, ovisno o periodu, bila crna ili crvena. Taj dizajn zadržao se bez značajnijih promjena sve do kraja 1950-ih, kada je došlo do velikih promjena. Tada je dodana vanjska struktura koja obuhvaća klasične inicijale, stvarajući grb kakav danas poznajemo.
Taj se grb zadržao desetljećima, sve dok Hugo Santilli nije odlučio modernizirati klupsku sliku 1980-ih, nakon niza loših sezona. Tada je uveden novi amblem – poznati „Lav“ (El León de River), dizajn poznatog argentinskog crtača stripova Caloija. Taj simbol predstavljao je borbenost i pobjednički duh kluba, te se koristio između 1985. i 1989. godine.
Nakon završetka Santillijevog mandata, klub se vratio tradicionalnom grbu, s manjim prilagodbama, ali je zadržao svoju osnovnu estetiku. Jedina značajnija izmjena dogodila se tijekom sezone 1993./94., kada je sportska oprema imala grešku u dizajnu: crvena kosa traka nastavila se preko inicijala „CARP“.
Danas Riverov grb zadržava oblik iz 1990-ih, ali s moderniziranim linijama i suvremenijim izgledom, prilagođenim današnjem vremenu.
- Evolucija grba River Platea
- 1928. – 1931.
- 1931. – 1933.
- 1933. – 1941.
- 1941. – 1947.
- 1947. – 1969.
- 1969. – 1993.
- 1993. – 1998.
- 1998. – 2006.
- 2006. – 2022.
- 2022. – danas

### Himna
Himna kluba snimljena je 1918. godine, prije jednog Superclásica, a otpjevao ju je Arturo Antelo, jedan od osnivača River Platea. Glazba je preuzeta iz irske pjesme It's a Long Way to Tipperary.

### Moto i filozofija
Sadašnji moto kluba glasi „Živjeti i igrati s Veličinom”, koji se počeo koristiti 2021. godine s ciljem obnove identiteta kluba te predstavljanja njegove filozofije.
Tijekom većeg dijela svoje povijesti, slogan kluba bio je „Najveći, daleko” (El Más Grande, lejos), najpoznatiji i najčešće korišten slogan kluba kroz zadnjih nekoliko desetljeća. Ideju za taj slogan predložio je tadašnji predsjednik Alfredo Davicce (1989. – 1997.).

## Oprema
Prvi dizajn službene opreme kluba bila je bijela košulja s crnim gumbima. U početku, dres River Platea bio je potpuno bijele boje, sve dok krajem 1905. godine nije prvi put preko njega bila ušivena crvena dijagonalna traka. Prema predaji, traku je sašila Catalina Salvarezza, majka Luisa i Enriquea Salvarezze, članova tadašnje ekipe.
Legenda kaže da su, jedne karnevalske noći, igrači i dužnosnici River Platea slavili na staroj karnevalskoj kočiji pod nazivom "Los Habitantes del Infierno". S te kočije visjela je crvena svilena traka koju su skinuli i odlučili postaviti dijagonalno preko bijelih košulja, pričvrstivši je sigurnosnim iglama. Tako je nastao legendarni dres River Platea s crvenom trakom.
Druga verzija tvrdi da boje dresa potječu od križa svetog Jurja, crvenog križa na bijeloj podlozi, simbola Genove. Budući da su većina osnivača kluba bili podrijetlom Genovljani, pretpostavlja se da su odabrali te boje u čast svom rodnom kraju. Treba napomenuti da je četvrt La Boca, gdje je klub osnovan, bila naseljena uglavnom talijanskim imigrantima, posebice Genovljanima.
Prvi put se crvena dijagonalna traka pojavila 1905. godine kao zamjenski dres.
Tijekom povijesti, dizajn crvene trake rijetko se mijenjao, ali su zabilježene tri posebne verzije. Godine 1996. dres je bio ukrašen minijaturnim sivim grbovima unutar trake, 2013. godine dodan je reljefni uzorak s prikazom stadiona Monumental i 2018.
godine dres je dobio tanke crvene i bijele crte unutar trake, u znak počasti navijačima i koreografijama s tribina Monumentala.
Također, u tri navrata crvena dijagonalna vrpca doživjela je izmjene u svojoj strukturi (ne računajući promjene vezane uz njezinu širinu i veličinu, poput onih iz 2021.). Prvi put to se dogodilo 2016. godine, kada je dres imao učinak gradijenta u različitim nijansama crvene boje. Druga izmjena bila je 2019. godine, kada je traka sadržavala poseban uzorak koji je također stvarao učinak gradijenta, ali ovoga puta sastavljen od piksela. U 2022. godini, vrpca je dodatno redizajnirana kako bi prikazivala različite nijanse crvene s prijelazima u tonovima (gradijentima).
U anketi koju je 2013. godine proveo američki medij Bleacher Report, dres River Platea s prepoznatljivom crvenom vrpcom proglašen je najljepšim na svijetu.
Osim dizajna, dresovi sadrže oznake natjecanja u kojima klub sudjeluje:
U domaćim natjecanjima na desnom rukavu nalazi se logo Argentinske profesionalne lige.
U kontinentalnim natjecanjima, na desnom rukavu je oznaka Copa Libertadores, a na lijevom rukavu znak koji potvrđuje status četverostrukog prvaka Južne Amerike.

#### Dresovi kroz povijest
| 1901. – 1904. | 1904. – 1906. | 1907. – 1908. | 1909. – 1914. | 1920. – 1921. | 1921. – 1931. |

| 1932. – 1940. | 1940. – 1947. | 1947. – 1965. | 1966. – 1971. | 1972. – 1974. | 1975. – 1982. |

| 1982. – 1984. | 1984. – 1985. | 1985. – 1986. | 1986. – 1990. | 1990. – 1993. | 1993. – 1994. |

| 1994. – 1995. | 1995. – 1996. | 1996. – 1998. | 1999. – 2000. | 2000. – 2002. | 2002. – 2004. |

## Stadion
Stadion Monumental (Mâs Monumental zbog sponzorskih razloga) otvoren je 26. svibnja 1938. u Buenos Airesu, točnije u četvrti Núñez. 1933. Antonio Vespucio Liberti preuzeo je prvi mandat kao predsjednik kluba, i s njim se pojavila ideja o preseljenju kluba. Dana 31. listopada 1934. potpisani su ugovori o kupnji zemljišta površine 83.950 četvornih metara u četvrti Núñez. Gradnja stadiona započela je 27. rujna 1936. pod vodstvom arhitektonskog studija Aslan y Ezcurra.
Na dan otvaranja, River je odigrao prijateljsku utakmicu protiv urugvajskog Peñarola i pobijedio 3:1.
Izgrađene su tribine San Martín, Belgrano i Centenario. Godine 1958. izgrađena je tribina Almirante Brown (donja i srednja), zahvaljujući transferu Omara Sívorija u Juventus. 1977. godine stadion je proširen za potrebe Svjetskog prvenstva 1978. Uređene su donje etaže i tribine kako bi stadion zadovoljio FIFA-ine standarde. Od 1986. do 2022. stadion nosi ime Antonio Vespucio Liberti.
Nakon smrti Omara Sívorija 2005. godine, klub je njegovo ime dao tribini Almirante Brown, koja od tada nosi naziv tribina Sívori.
Trenutni kapacitet stadiona iznosi 85.018 gledatelja, nakon rekonstrukcije koja je krenula 2020. godine uklanjanjem prepoznatljive atletske staze. Ukupna duljina sjedećih mjesta na tribinama stadiona prelazi 70 kilometara.
Osim što je jedan od najvećih stadiona na svijetu, Monumental je i najveći stadion u cijeloj Južnoj Americi.

## Klupski uspjesi
| Tip natjecanja | Natjecanje                                 | Br. titula | Sezone |
| -------------- | ------------------------------------------ | ---------- | --- |
| Domaći         | Primera División                           | 38         | 1920., 1932., 1936. (Copa Campeonato), 1936. (Copa de Oro), 1937., 1941., 1942., 1945., 1947., 1952., 1953., 1955., 1956., 1957., 1975. Metropolitano, 1975. Nacional, 1977. Metropolitano, 1979. Metropolitano, 1979. Nacional, 1980. Metropolitano, 1981. Nacional, 1985–86., 1989–90., 1991. Apertura, 1993. Apertura, 1994. Apertura, 1996. Apertura, 1997. Clausura, 1997. Apertura, 1999. Apertura, 2000. Clausura, 2002. Clausura, 2003. Clausura, 2004. Clausura, 2008. Clausura, 2014. Final, 2021., 2023. |
| Domaći         | Primera B Nacional                         | 1          | 2011./12. |
| Domaći         | Copa Argentina                             | 3          | 2016., 2017., 2019. |
| Domaći         | Supercopa Argentina                        | 3          | 2017., 2019., 2023. |
| Domaći         | Trofeo de Campeones de la Liga Profesional | 2          | 2021., 2023. |
| Domaći         | Copa Campeonato                            | 1          | 2014. |
| Domaći         | Copa de Competencia Jockey Club            | 1          | 1914. |
| Domaći         | Copa de Competencia (LAF)                  | 1          | 1932. |
| Domaći         | Copa Ibarguren                             | 4          | 1937., 1941., 1942., 1952. |
| Međunarodni    | Interkontinentalni kup                     | 1          | 1986. |
| Međunarodni    | Copa Libertadores                          | 4          | 1986., 1996., 2015., 2018. |
| Međunarodni    | Copa Interamericana                        | 1          | 1986. |
| Međunarodni    | Supercopa Sudamericana                     | 1          | 1997. |
| Međunarodni    | Copa Sudamericana                          | 1          | 2014. |
| Međunarodni    | Recopa Sudamericana                        | 3          | 2015., 2016., 2019. |
| Međunarodni    | Suruga Bank Championship                   | 1          | 2015. |
| Međunarodni    | Tie Cup                                    | 1          | 1914. |

## Rivalstvo
Glavni rival kluba je Boca Juniors. Njihovi susreti poznati su kao Superclásico i smatraju se jednim od najvažnijih i najnapetijih nogometnih derbija na svijetu.

## Poznati igrači
Kroz povijest su za River Plate igrali brojni poznati igrači, uključujući Alfreda Di Stéfa, Enza Francescolija, Ariela Ortegu, Pabla Aimara, Javiera Saviolu, Hernána Crespa, Gonzala Higuaína i druge.

## Vanjske poveznice
|  | Zajednički poslužitelj ima još gradiva o temi Club Atlético River Plate |

- Službene mrežne stranice kluba